# کنفرانس سیستم های پردازش اطلاعات عصبی
کنفرانس و کارگاه سیستم‌های پردازش اطلاعات عصبی (مخفف نوریپس، به انگلیسی  NeurIPS و سابقاً NIPS ) یک کنفرانس یادگیری ماشین و علوم اعصاب محاسباتی است که سالانه در ماه دسامبر برگزار می‌شود. این کنفرانس در حال حاضر یک نشست دو مسیری  است (تک مسیر  تا سال ۲۰۱۵) و شامل سخنرانی مدعوین و ارائه شفاهی و پوستری مقالات داوری شده می باشد و بعد از ارايه‌ها، کارگاه ها به صورت موازی برگزار می‌شوند. تا سال ۲۰۱۳، کارگاه‌ها در پیست های اسکی برگزار می شد.

## تاریخچه
پیشنهاد برگزاری نوریپس برای اولین بار در سال ۱۹۸۶ در نشست سالانه اسنوبرد  در مورد شبکه های عصبی محاسباتی، که توسط موسسه فناوری کالیفرنیا و آزمایشگاه های بل سازماندهی شده بود، داده شد. نوریپس به عنوان یک همایش بین رشته ای باز، برای محققانی که در زمینه شبکه های عصبی بیولوژیکی و مصنوعی پژوهش می‌کنند، طراحی شده بود و با همین رویکرد چند رشته‌ای، نوریپس در سال ۱۹۸۷ آغاز به کار کرد. ریاست این کنفرانس با نظریه پرداز اطلاعات اد پوسنر (به عنوان رئیس کنفرانس) و نظریه پرداز یادگیری یاسر ابومصطفی (به عنوان رئیس برنامه) بود.  تحقیقات ارائه شده در جلسات اولیه نوریپس شامل طیف گسترده ای از موضوعات، من‌جمله مشکلات صرفا مهندسی تا استفاده از مدل های کامپیوتری به عنوان ابزاری برای درک سیستم های عصبی بیولوژیکی، بود. از آن زمان، جریان‌های تحقیقاتی سیستم‌های بیولوژیکی و مصنوعی از هم جدا شده‌اند، و اقدامات اخیر نوریپس تحت سلطه مقالاتی در مورد یادگیری ماشین، هوش مصنوعی و آمار بوده است.
از سال ۱۹۸۷ تا ۲۰۰۰ نوریپس در دنور ، ایالات متحده برگزار شد. از آن زمان، کنفرانس در ونکوور ، کانادا (۲۰۰۱-۲۰۱۰)، گرانادا ، اسپانیا (۲۰۱۱)، و دریاچه تاهو ، ایالات متحده (۲۰۱۲-۲۰۱۳) برگزار شد. در سال‌های ۲۰۱۴ و ۲۰۱۵، کنفرانس در مونترال ، کانادا، در بارسلون، اسپانیا در سال ۲۰۱۶، در لانگ بیچ، ایالات متحده در سال ۲۰۱۷، در مونترال، کانادا در سال ۲۰۱۸ و ونکوور، کانادا در سال ۲۰۱۹ برگزار شد. منشا این نشست شهر اسنوبرد، یوتا بود و به همین دلیل تا سال ۲۰۱۳، کارگاه‌های این همایش در یک پیست اسکی در نزدیکی محل همایش سازماندهی می‌شد.
اولین کنفرانس نوریپس توسط مؤسسه مهندسان برق و الکترونیک حمایت شد.  کنفرانس های نوریپس زیر نظر بنیاد نوریپس اداره می‌شود، که توسط اد پوزنر  تأسیس شده است. بعد از مرگ پوسنر در سال ۱۹۹۳، ترنس سجنوفسکی رئیس بنیاد نوریپس بوده است. هیئت امناء متشکل از روسای عمومی قبلی کنفرانس نوریپس است.
اولین مجموعه مقالات این کنفرانس توسط مؤسسه فیزیک آمریکا در سال ۱۹۸۷ و تحت عنوان سیستم‌های پردازش اطلاعات عصبی   منتشر شد اما مجموعه مقالات کنفرانس‌های بعدی در سال‌های ۱۹۸۸-۱۹۹۳ توسط مورگان کافمن و در سال‌های ۱۹۹۴–۲۰۰۴ توسط انتشارات ام‌آی‌تی منتشر شد. از سال ۲۰۰۵ تاکنون مجموعه مقالات نوریپس توسط انتشارات کوران اسوشیتش  تحت عنوان پیشرفت‌ها در سیستم‌های پردازش اطلاعات عصبی  منتشر می‌شود.
این کنفرانس در ابتدا به اختصار «نیپس» "NIPS" نامیده شده بود ولی در سال ۲۰۱۸، این نام مورد انتقاد قرار گرفت زیرا می‌توان آنرا به نوعی مروج جنسیت گرایی (به دلیل ارتباط آن با کلمه نوک پستان) و نیز توهین به ژاپنی‌ها تلقی کرد. هیئت مدیره کنفرانس در نوامبر ۲۰۱۸ این مخفف را به "نوریپس" تغییر داد .

## موضوعات

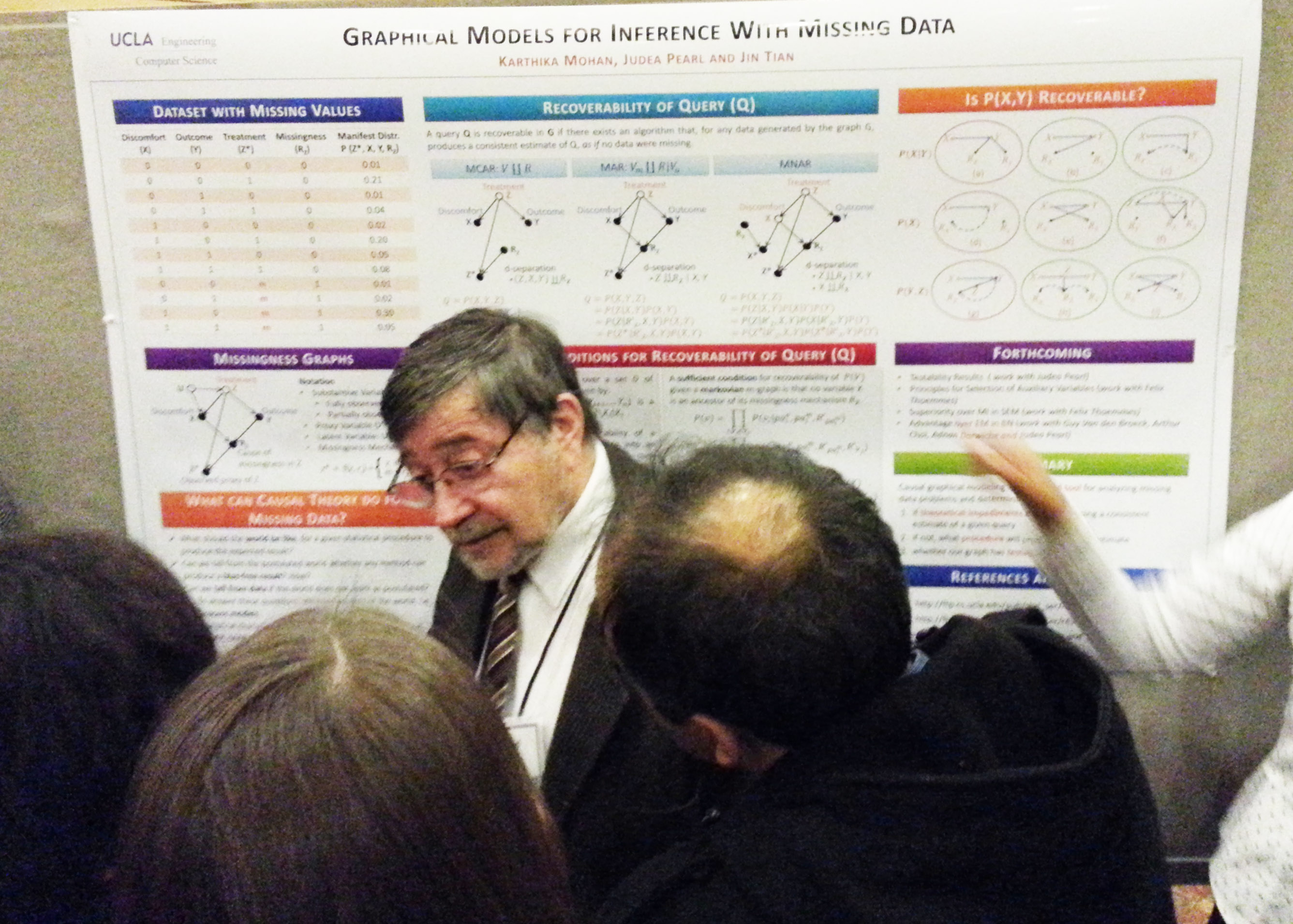
یودیا پرل در حال ارايه پوستر خود در کنفرانس ۲۰۱۳ در سیستم های پردازش اطلاعات عصبی

در کنار یادگیری ماشین و علوم اعصاب، سایر زمینه‌های ارائه شده در نوریپس شامل علوم شناختی ، روان‌شناسی ، بینایی کامپیوتر ، زبان‌شناسی آماری و نظریه اطلاعات است. در طول سال‌ها، نوریپس تبدیل به یک کنفرانس برتر در زمینه یادگیری ماشینی شد.

### سخنرانی های نامگذاری شده
علاوه بر سخنرانی‌ها و سمپوزیوم‌های مدعو، نوریپس دو سخنرانی خاص را به منظور شناسایی محققان برجسته برگزار می‌کند. تا سال ۲۰۱۵ ، هیئت نوریپس سخنرانی پوزنر را به افتخار بنیانگذار این کنفرانس، اد پوزنر، برگزار کرد.   علاوه بر این، در سال‌های گذشته سخنرانی‌های خاص برای اساتید زیر برگزار شده است:
- ۲۰۱۰ - جاشوا تننباوم و مایکل آی جردن
- ۲۰۱۱ - ریچ ساتون و برنهارد شلکوپف
- ۲۰۱۲ - توماس دیتریش [ج] و تری سجنوفسکی [چ]
- ۲۰۱۳ - دافنه کولر و پیتر دایان
- ۲۰۱۴ - مایکل کرنز و جان هاپفیلد
- ۲۰۱۵ – ذوبین قهرمانی و ولادیمیر واپنیک
- ۲۰۱۶ - یان لی کان
- ۲۰۱۷ - جان پلات
- 2018 - جوئل پینئو [ح]

در سال ۲۰۱۵، هیئت نوریپس برای برجسته کردن کارهای رشته آمار، سخنرانی بریمن را معرفی کرد. این دوره سخنرانی برای گرامیداشت آماردان لئو بریمن نامگذاری شد. بریمن از سال ۱۹۹۴ تا ۲۰۰۵ در هیئت مدیره نوریپس خدمت کرده بود. اساتید گذشته شامل موارد زیر بوده اند:
- ۲۰۱۵ – رابرت تبشیرانی [خ]
- ۲۰۱۶ - سوزان هلمز
- 2017 - ایی وای ته [د]
- ۲۰۱۸ - دیوید اشپیگلهالتر [ذ]
- ۲۰۱۹ - بن یو [ر]
- ۲۰۲۰ - مارلوئز مااتویس

## مکان ها
- ۱۹۸۷–۲۰۰۰: دنور، کلرادو، ایالات متحده آمریکا
- ۲۰۰۱–۲۰۱۰: ونکوور، بریتیش کلمبیا، کانادا
- ۲۰۱۱: گرانادا،‌ اسپانیا
- ۲۰۱۲ - ۲۰۱۳: استیت‌لاین، نوادا، نوادا، ایالات متحده آمریکا
- ۲۰۱۴ - ۲۰۱۵: مونترآل، کبک، کانادا
- ۲۰۱۶: بارسلون، اسپانیا[۶]
- ۲۰۱۷: لانگ بیچ، کالیفرنیا، ایالات متحده آمریکا [۷]
- ۲۰۱۸: مونترآل, کبک, کانادا[۸]
- ۲۰۱۹: ونکوور، بریتیش کلمبیا، کانادا[۹]
- ۲۰۲۰: ونکوور، بریتیش کلمبیا، کانادا[۹] (کنفرانس مجازی)
- ۲۰۲۱: کنفرانس مجازی
- ۲۰۲۲ & ۲۰۲۳: نیواورلئان، لوئیزیانا، ایالات متحده آمریکا [۱۰][۱۱]
- ۲۰۲۴: ونکوور، بریتیش کلمبیا، کانادا
- ۲۰۲۵: سن دیگو، کالیفرنیا، ایالات متحده آمریکا

## همچنین ببینید
- کنفرانس AAAI در مورد هوش مصنوعی (AAAI)
- علوم اعصاب محاسباتی و سیستمی (COSYNE)
- کنفرانس بین المللی روش های هوش محاسباتی برای بیوانفورماتیک و آمار زیستی (CIBB)
- کنفرانس بین المللی نمایندگی های یادگیری (ICLR)
- کنفرانس بین المللی یادگیری ماشین (ICML)

1. ↑  The first NeurIPS
2. ↑  Sponsors of the first NeurIPS
3. ↑  The first NeurIPS Proceedings
4. ↑  Else, Holly (19 November 2018). "AI conference widely known as 'NIPS' changes its controversial acronym". Nature News (به انگلیسی). doi:10.1038/d41586-018-07476-w. Retrieved 17 February 2021.
5. ↑  "24th Annual Conference on Neural Information Processing Systems (NIPS), Vancouver 2010 - VideoLectures - VideoLectures.NET". videolectures.net. Retrieved 17 July 2017.
6. ↑  Nips.cc - 2016 Conference
7. ↑  Nips.cc - 2017 Conference
8. ↑  Nips.cc - 2018 Conference
9. 1 2  "Vancouver Named NeurIPS 2019 & 2020 Host as Visa Issues Continue to Plague the AI Conference". 5 December 2018.
10. ↑  Nips.cc - 2022 Conference
11. ↑  "NeurIPS | 2023".

## واژه‌نامه
1. ↑  double-track meeting: ارایه چند مقاله در یک زمان
2. ↑  single-track meeting
3. ↑  Snowbird Meeting
4. ↑  Curran Associates
5. ↑  Advances in Neural Information Processing Systems
6. ↑  Thomas Dietterich
7. ↑  Terry Sejnowski
8. ↑  Joëlle Pineau
9. ↑  Robert Tibshirani
10. ↑  Yee Whye Teh
11. ↑  David Spiegelhalter
12. ↑  Bin Yu

## لینک های خارجی
- کنفرانس ۲۰۱۹
- اقدامات NeurIPS
- سخنرانی های ویدئویی NIPS 2011
- سخنرانی های ویدئویی NIPS 2012
- مجله تصویری خلاصه های یادگیری ماشین – جلد ۳